# GMA Life TV
Pour les articles homonymes, voir GMA.
GMA Life TV est une chaîne de télévision internationale appartenant à GMA Network, Inc. C'est la deuxième chaîne internationale de GMA Network après GMA Pinoy TV.